# Олійник Віктор Борисович
Ві́ктор Бори́сович Олі́йник (* 30 серпня 1960, Кельменці, Чернівецька область) — радянський та український футболіст. Нападник і півзахисник, виступав, зокрема, за «Буковину» (Чернівці), «Металург» (Запоріжжя), «Карпати» (Львів), «Зірку» (Кіровоград), «Краковію» (Краків). Кращий бомбардир в історії «Буковини». Батько футболіста Дениса Олійника.

## Життєпис
Починав грати у футбол у «Фрунзенці» (Суми). Перший тренер — О. Г. Путєвський. 
Перед сезоном 1982 перейшов у «Буковину» (Чернівці), з якою того ж року виграв українську зону другої ліги. У сезонах 1985—1986 виступав за першоліговий «Металург» (Запоріжжя), хоча мав і пропозиції від вищолігового харківського «Металіста» — переговори вів особисто головний тренер команди Євген Лемешко.
1987 року повернувся до «Буковини», де відразу став основним форвардом і зміг виграти чемпіонську гонку кращих бомбардирів чемпіонату республіки (30 голів). А в наступному сезоні став просто найкращим бомбардиром команди (24 голи) і допоміг клубу перемогти у своїй зоні 2-ї ліги, але потрапити до першої ліги знову не вдалося. Тоді чернівчан тренував відомий фахівець Юхим Григорович Школьников, який також привів «Буковину» до 2-го місця у зоні наступного року. Напередодні сезону 1990 результативного футболіста запросили друголігові «Карпати» (Львів), але через сімейні обставини (у Чернівцях ріс його 2-річний син, майбутній футболіст Денис) провів за львів'ян лише 5 ігор.
З 1994 по 1995 рік виступав у складі кіровоградської «Зірки», з якою ставав переможцем першої української ліги. Саме в чемпіонському сезоні був кращим бомбардиром команди (13 голів). У 1996 році вдруге став призером першої ліги, однак піднятися в класі вже його рідний «Буковині» не судилося. Після чого Віктор провів ще два сезони і завершив кар'єру гравця.
Виступав за закордонні клуби — польську «Краковію» та «Сталь», болгарський «Хасково» і молдавську «Ністру». Мешкає в Чернівцях. Тринадцять років працював в структурі «Буковини», 10 років — тренером і 3 роки — спортивним директором.

## Як гравець
- Переможець Чемпіонату УРСР (2): 1982, 1988.
- Переможець Першої ліги України (1): 1995.
- Срібний призер Чемпіонату УРСР (1): 1989.
- Срібний призер Першої ліги України (1): 1996.

## Як тренер
- Переможець Другої ліги України (2) : 2000 (помічник Юрія Гія), 2010 (помічник Вадима Зайця).